# Castle Fantasia 艾倫希亞戰記
《Castle Fantasia 艾倫希亞戰記》是Studio e.go!於2000年4月21日發售的即時戰略類型成人遊戲，2003年7月25日發售重製版，PlayStation 2版《Castle Fantasia 艾倫希亞戰記 Plus Stories》（キャッスルファンタジア エレンシア戦記 プラスストーリーズ）由角川書店於2005年2月24日發售。中文版由臺灣的信必優多媒體（SYMBIO）代理並於2000年9月29日發售。

## 故事
神聖曆1247年，北方軍事大國伊魯密那帝國（イルミナ帝国）在皇帝駕崩後，天公将軍エッフェンバイト揮軍攻占南方貿易大國艾倫希亞王國（エレンシア王国），不久後艾倫希亞王子耶司梅爾（エスメル）起兵反抗但被鎮壓。1256年海傑爾回到故郷艾倫希亞時因為幫助明華而警備兵被當成反抗軍的間諜兩人被送去監牢，但是伊魯密那執政官班哲明（ベンジャミン）為了要引出反抗軍「艾倫希亞解放軍」而將兩人公開處刑。隔天行刑時兩人被解放軍救後，海傑爾加入解放軍後開始向魯密那帝國展開第二次艾倫希亞戰役。

## 角色
海傑爾·利塔（ファイゼル=リッター，聲優：川中子雅人）
本作的男主角，在8年前的第1次艾倫希亞與伊魯密那戰役中搭船逃亡到國外時，乘船遭遇暴風雨襲擊而被最強傭兵部隊「凡里爾（フェンリル）」隊長蓋爾（ガイル）所救並任職副隊長。後來成為艾倫希亞解放軍的司令官。
拉碧絲·佛圖納（ラピス=フォルトゥーナ，聲優：海原エレナ）
海傑爾的青梅足馬，艾倫希亞解放軍的軍官。
李·明華（リー=ミンファ，聲優：カンザキカナリ）
四處旅行的街頭藝人，後來與海傑爾一起加入艾倫希亞解放軍。
緹璐璐·庫利耶（テルル=クーリエ，聲優：岩泉まい）
艾倫希亞解放軍的軍官，能和迪波麻雀（デボスズメ）米格卡利巴交談。原本是成年人但因為過去目睹母親被伊魯密那士兵陵辱殺害導致封閉自己心靈，身體也停止成長。
采依·卡（チャイ=カ，聲優：紫苑みやび）
原本是服侍艾倫希亞二王子史培薩特（スペッサルト）的女僕，後來成為海傑爾的報酬而加入艾倫希亞解放軍。
瑟莉卡·蘿絲·伊魯密尼斯（セリカ=ローズ=イルミネス，聲優：神崎ちひろ）
伊魯密那帝國的第14代年幼女帝。
可琳希爾特·克萊安（クリームヒルト=クライアント，聲優：宇佐美桃香）
伊魯密那帝國的人公將軍。
流·香島（ナガレ=カシマ，聲優：青山ゆかり）
可琳希爾特的副官，過去曾是凡里爾的傭兵。
レヴィアン=フォルムス（聲優：立花舞）
地公將軍阿魯曼迪恩（アルマンディーン）的妹妹，重製版的新角色。
マリー=ヤン（聲優：金田朋子）
與明華師出同門的街頭藝人，PS2版的新角色。
シノブ=クズハ（聲優：松来未祐）
來自遙遠國家的シノビ團少女，PS2版的新角色。

## 主題曲
PC版片頭曲「Burning Heart」
作詞：Studio e.go!，作曲：ぴょんも，歌：藤原里香
PS2版片頭曲
作詞、作曲：藤村みわ子，編曲：山本ヒロアキ，歌：村田あゆみ
重製版片尾曲「Burning Heart '03」
作詞：Studio e.go!，作曲：ぴょんも，歌：CANDY
PS2版片尾曲「（Ending ver.）」
作詞、作曲：藤村みわ子，編曲：山本ヒロアキ，歌：村田あゆみ

## 評價
《Fami通》846號的クロスレビュー對PlayStation 2版給予26/40評分。

## 外部連結
- キャッスルファンタジア エレンシア戦記 リニューアルStudio e.go!（日語）
- キャッスルファンタジア エレンシア戦記 プラスストーリーズ角川書店（日語）